# إديسون (جورجيا)
إديسون (بالإنجليزية: Edison, Georgia)‏ هي مدينة تقع في مقاطعة كالهاون، جورجيا بولاية جورجيا في الولايات المتحدة. تبلغ مساحة هذه المدينة 6 (كم²)، وترتفع عن سطح البحر 89 م، بلغ عدد سكانها 1340 نسمة في عام 2010 حسب إحصاء مكتب تعداد الولايات المتحدة.

## وصلات خارجية
- Cities & Counties - Georgia.gov